# Otiorhynchus cribricollis
Otiorhynchus cribricollis là một loài trong họ (Curculionidae). Nó là loài bản địa Địa Trung Hải và là loài gây hại cây táo và nho ở Tây Úc.
Con trưởng thành sinh sản đơn tính và tất cả là con cái, chúng không bay được.